# Oratorio di San Niccolò del Ceppo
L'oratorio di San Niccolò del Ceppo è un luogo di culto cattolico che si trova in via de' Pandolfini a Firenze.

## Storia
L'oratorio apparteneva alla Compagnia di San Niccolò del Ceppo, istituita nel Trecento, e deve il suo nome all'uso di mettere le offerte attraverso una feritoia in un «ceppo» di albero cavo. La compagnia si trasferì in questa sede, appositamente realizzata, dopo il 1561.

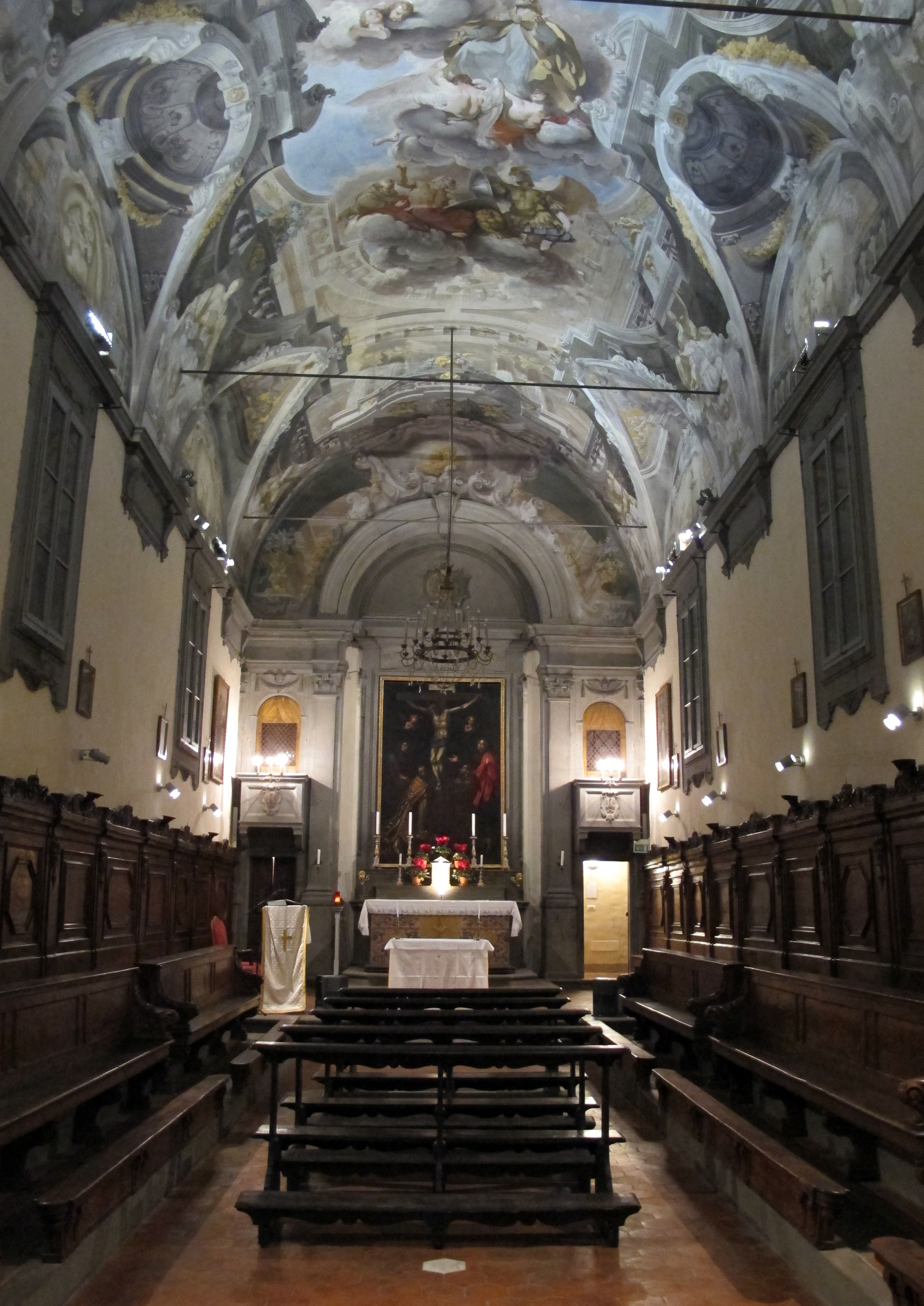
Interno

Nel 1610 Francesco Curradi realizzò per l'altar maggiore un affresco che sostituì il Crocifisso tra i santi Nicola e Francesco (1430 ca., proveniente dalla primitiva sede) del Beato Angelico, ora nella sagrestia.
Nel 1734 il soffitto venne affrescato da Giovanni Domenico Ferretti che dipinse La Madonna e la Trinità accolgono san Nicola in Paradiso, mentre Pietro Anderlini si occupò della spettacolare quadratura architettonica che otticamente raddoppia il volume dell'ambiente. Dalle note di pagamento sappiamo che gli affreschi nell'oratorio e nelle stanze attigue furono ultimati gratuitamente da Domenico Maria Papi e da suo figlio Francesco, membri della Compagnia.

## Descrizione
Su via Pandolfini si trova un portale cinquecentesco che dà accesso all'atrio, affrescato sulla parete sinistra da Peter Candid con la Vergine col Bambino tra i santi Niccolò e Girolamo (1585 circa). Da una porta che si apre nella parete di sinistra, si accede ad un secondo ambiente, che dà accesso alla chiesa, in cui vi è, entro una nicchia, una statua in stucco dipinto della Madonna col Bambino  opera di Francesco Camilliani.
Dentro l'oratorio, sopra la porta d'ingresso e al di sotto dell'organo storico (costruito da Tronci nel 1826), si trova un affresco di Giuseppe Servolini con Sant'Antonino che approva i capitoli della compagnia. Sul lato dell'altare la Crocifissione di Francesco Curradi (1610) e ai lati due tele di Giovanni Antonio Sogliani raffiguranti la Visitazione e San Nicola e due fanciulli della compagnia (1521) erano i usati anche come stendardi dalla compagnia, che li univa insieme e li portava alla testa delle processioni pubbliche.
Nel soffitto La Madonna e la Trinità accolgono san Nicola in Paradiso di Giandomenico Ferretti entro la quadratura di Pietro Anderlini (1733-34).
Nella sagrestia la Crocifissione dell'Angelico, danneggiata leggermente dall'alluvione del 1966 e riportata in sede dopo un restauro concluso nel 1993. La figura del San Francesco è mutila: testa e busto, oggi visibili in copia, furono asportati truffaldinamente in occasione di un restauro prima del 1850, immessi sul mercato antiquario e oggi si trovano al Philadelphia Museum of Art.

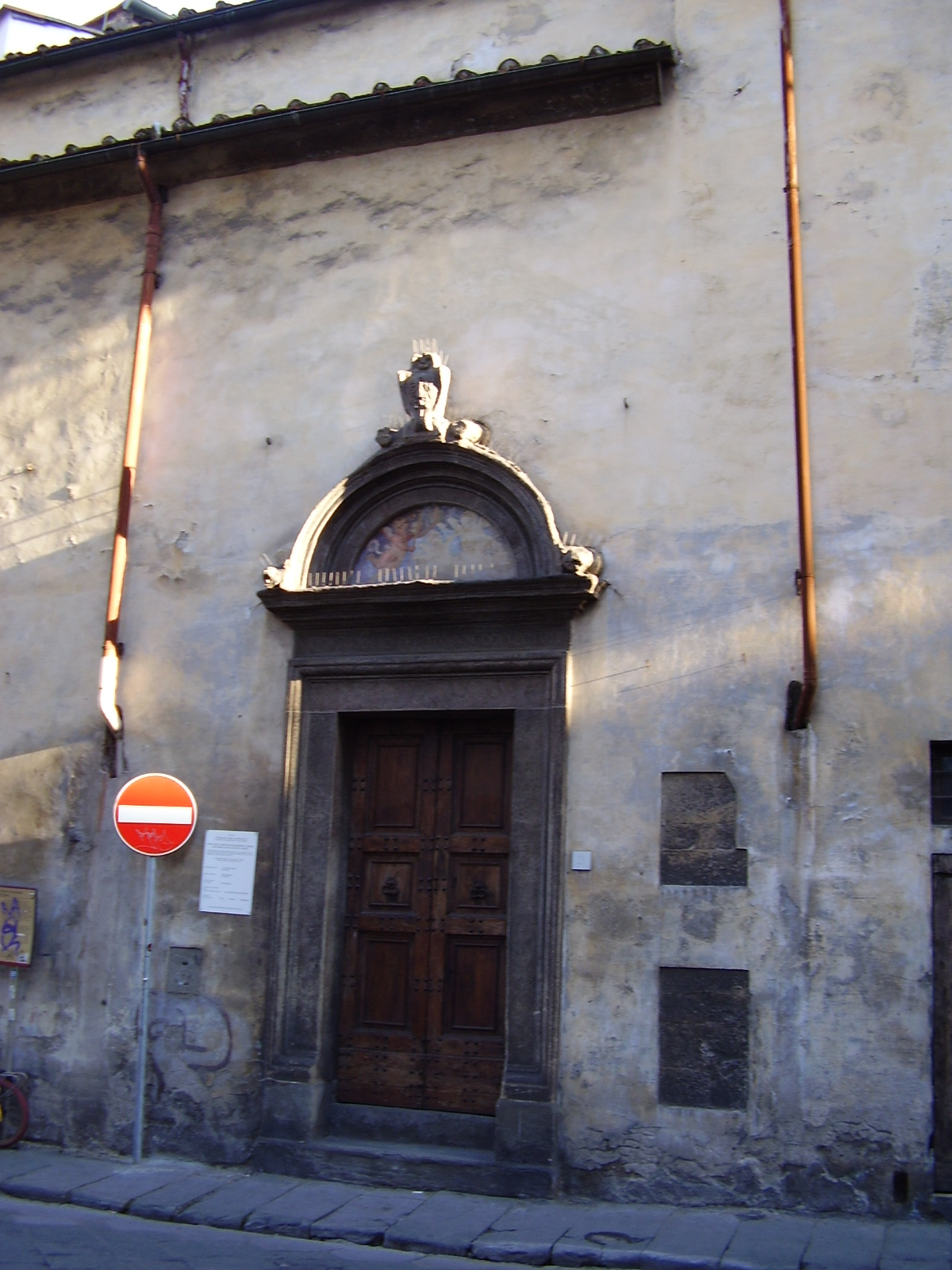
Portale
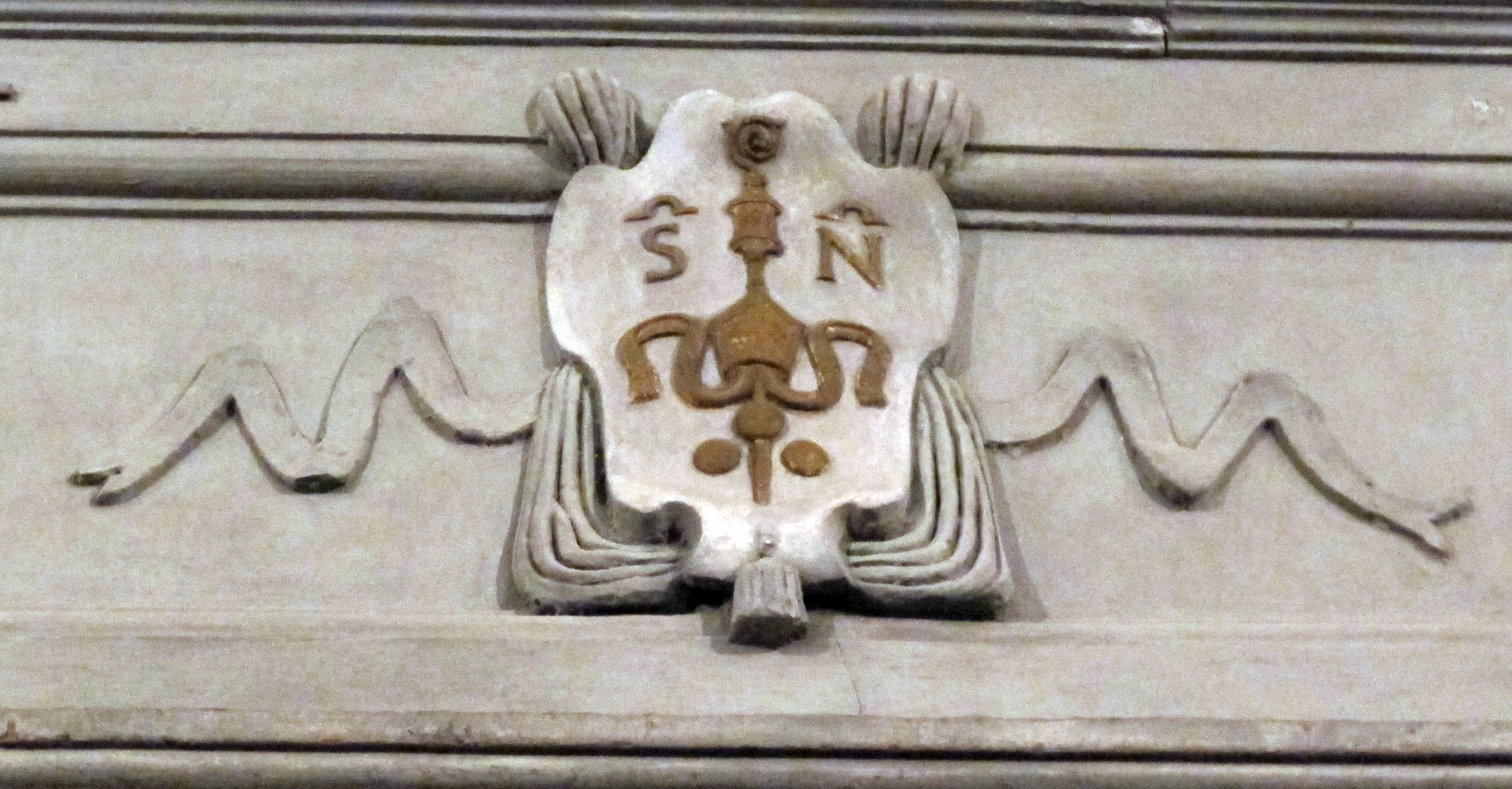
Stemma della Compagnia del Ceppo
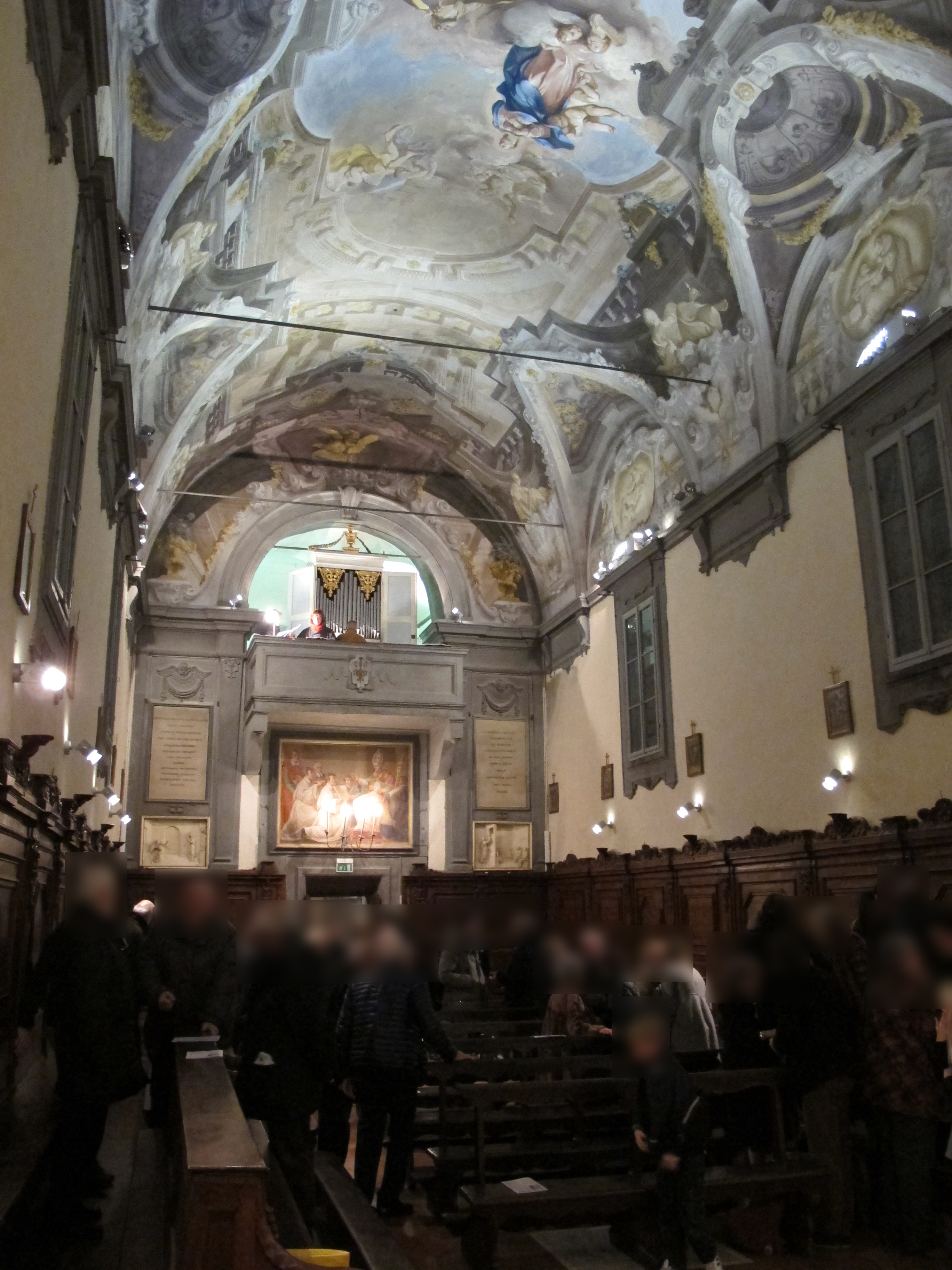
Interno verso la controfacciata
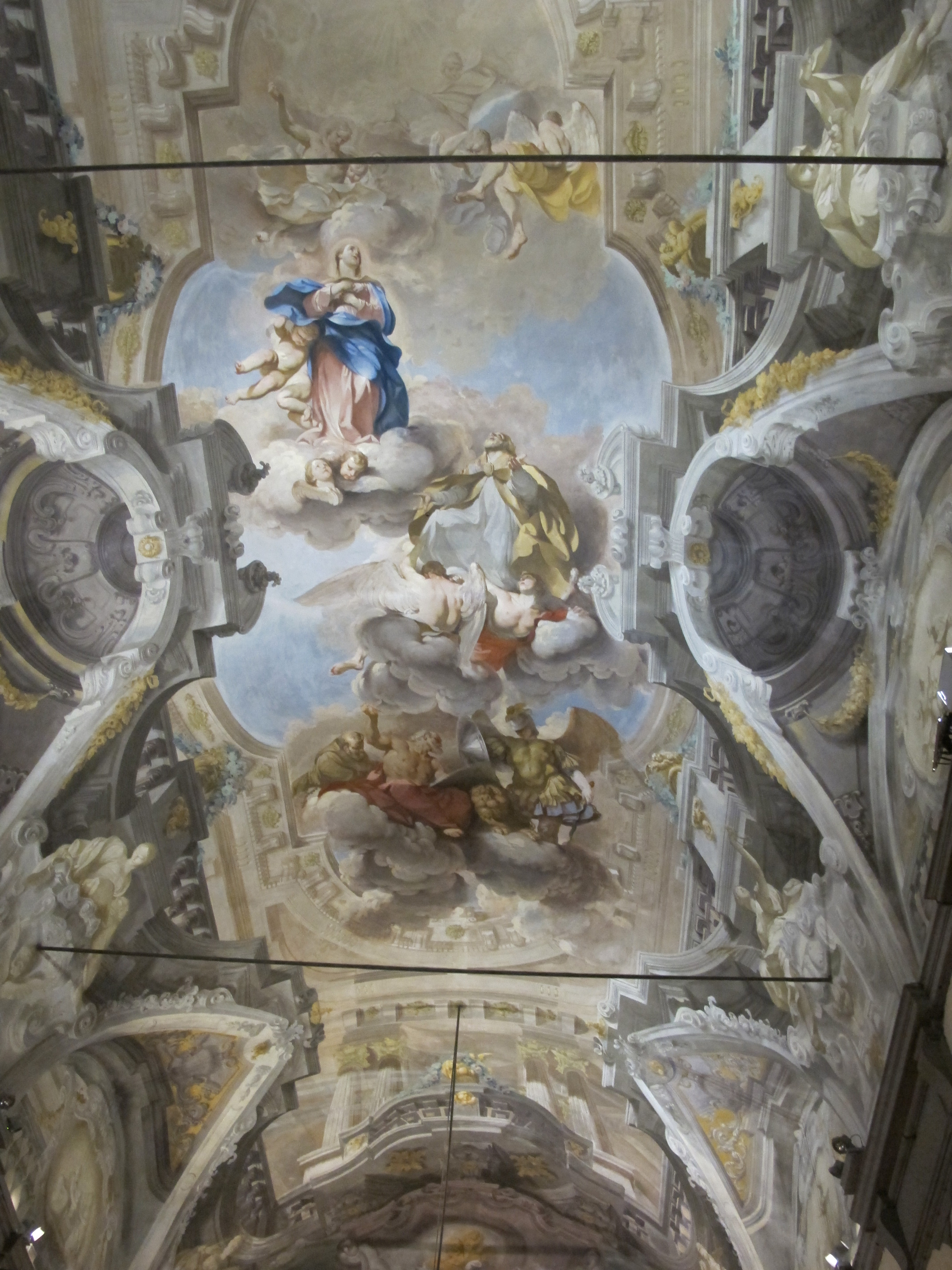
Volta con affreschi di Giovanni Domenico Ferretti e Pietro Anderlini
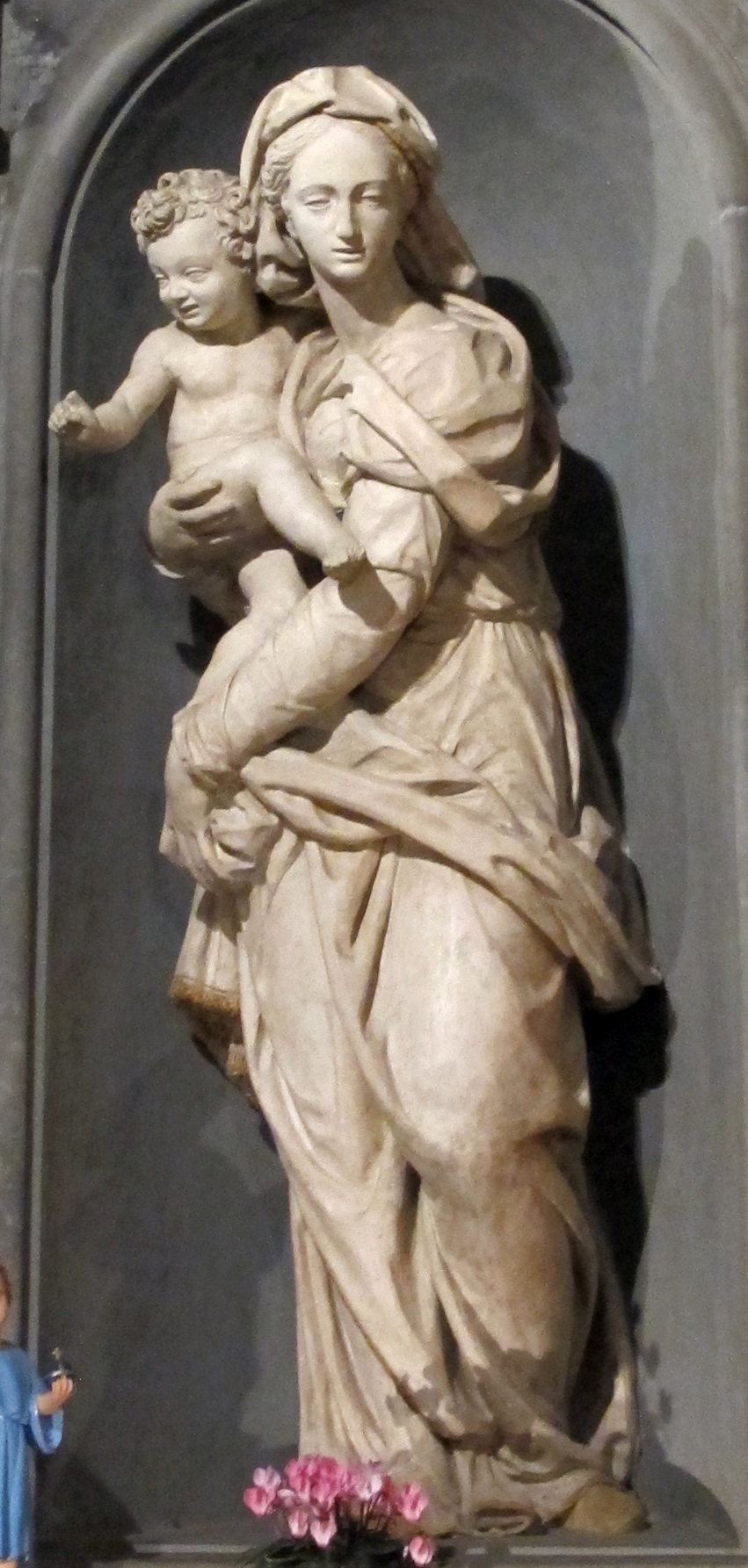
Francesco Camilliani, Madonna col Bambino
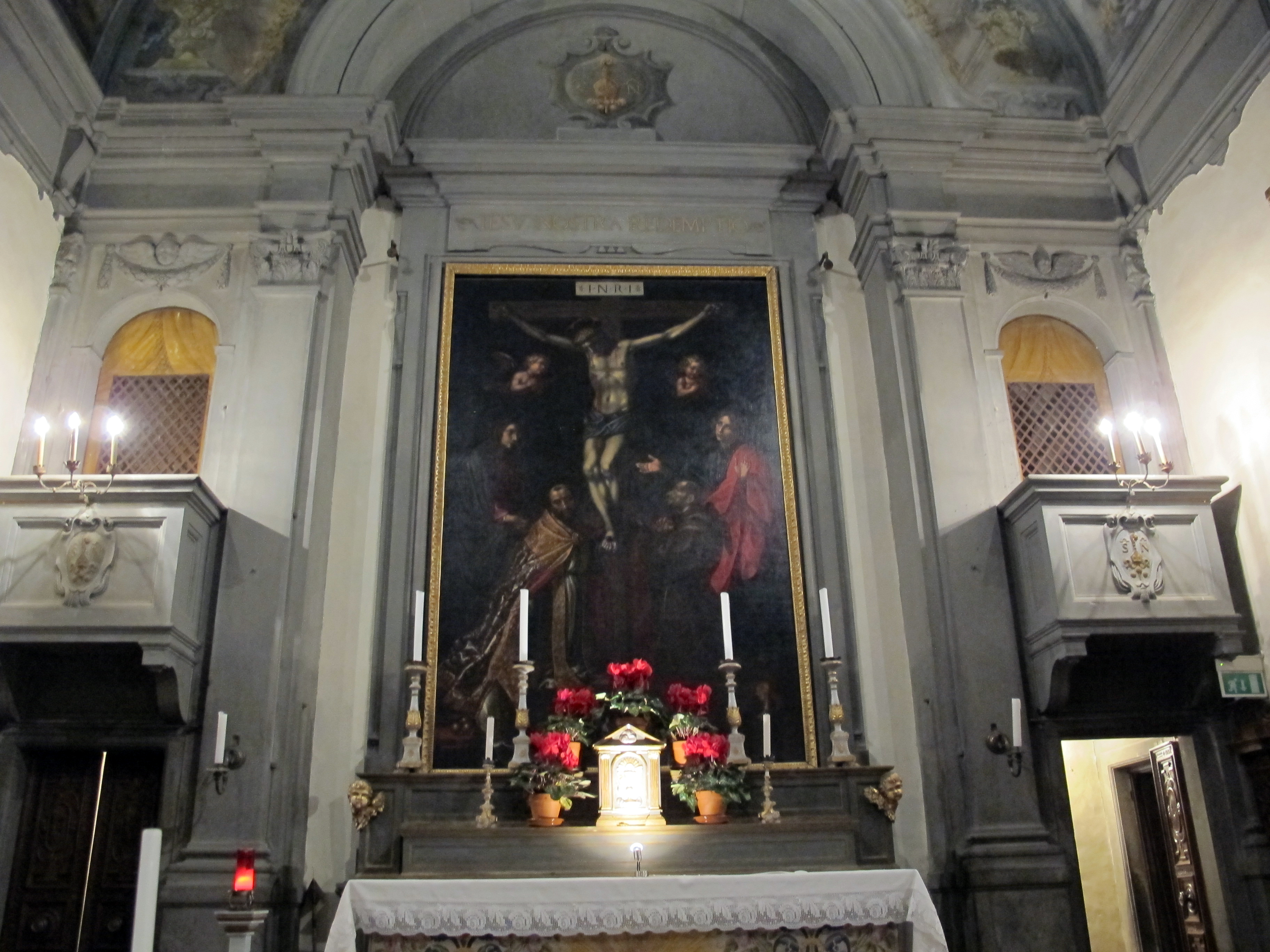
Francesco Curradi, Crocifissione
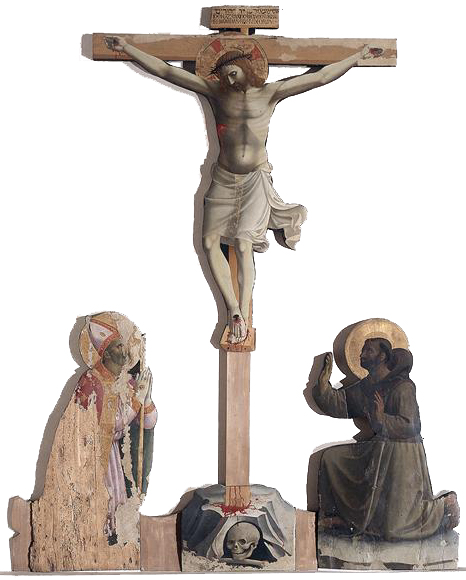
Beato Angelico, Crocifissione